# Клубний чемпіонат світу з футболу 2000 (склади)
Кожна команда могла заявити по 23 футболісти, (три з яких мають бути воротарями), принаймні за 10 днів до початку турніру. Всі гравці отримали номери від 1 до 23, незалежно від їх стандартного номера в команді. Спочатку заявити можна було лише гравців, що виступали за свої клуби до 15 листопада 1999 року, однак згодом ця дата була посунута до 20 грудня.

## «Аль-Наср»
Головний тренер:  Милан Живадинович
| №  | Поз. | Нац.              | Гравець             |
| -- | ---- | ----------------- | ------------------- |
| 1  | ВР   | Саудівська Аравія | Мадхі аль-Досарі    |
| 2  | ЗХ   | Саудівська Аравія | Нассер аль-Халаві   |
| 3  | ПЗ   | Саудівська Аравія | Файсал аль-Досарі   |
| 4  | ЗХ   | Саудівська Аравія | Салех Абошахін      |
| 5  | ЗХ   | Марокко           | Смахі Трікі         |
| 6  | ПЗ   | Саудівська Аравія | Ібрагім аль-Харбі   |
| 7  | НП   | Саудівська Аравія | Фахад аль-Мехаллель |
| 8  | ПЗ   | Саудівська Аравія | Фахад аль-Біші      |
| 9  | ЗХ   | Саудівська Аравія | Хаді Шаріфі         |
| 10 | ПЗ   | Саудівська Аравія | Фуад Амін           |
| 11 | НП   | Саудівська Аравія | Мухайсен аль-Досарі |
| 12 | ЗХ   | Саудівська Аравія | Хамад аль-Хатран    |

| №  | Поз. | Нац.              | Гравець               |
| -- | ---- | ----------------- | --------------------- |
| 13 | НП   | Марокко           | Ахмед Бахджа          |
| 14 | ПЗ   | Саудівська Аравія | Нассіп аль-Гамді      |
| 15 | НП   | Саудівська Аравія | Нахар аль-Дафері      |
| 16 | ЗХ   | Саудівська Аравія | Абдулазіз аль-Джанубі |
| 17 | ПЗ   | Саудівська Аравія | Мансур аль-Муса       |
| 18 | ПЗ   | Саудівська Аравія | Абдалла аль-Карні     |
| 19 | ПЗ   | Алжир             | Мусса Саїб            |
| 20 | ЗХ   | Саудівська Аравія | Мохсін Харті          |
| 21 | ВР   | Саудівська Аравія | Мохаммад Шаріфі       |
| 22 | ВР   | Саудівська Аравія | Мохаммед аль-Ходжалі  |
| 23 | ЗХ   | Саудівська Аравія | Ібрагім аль-Шокія     |

## «Корінтіанс»
Головний тренер:  Освальдо де Олівейра
| №  | Поз. | Нац.     | Гравець             |
| -- | ---- | -------- | ------------------- |
| 1  | ВР   | Бразилія | Діда                |
| 2  | ЗХ   | Бразилія | Індіо               |
| 3  | ЗХ   | Бразилія | Аділсон             |
| 4  | ЗХ   | Бразилія | Жуан Карлос         |
| 5  | ПЗ   | Бразилія | Вампета             |
| 6  | ЗХ   | Бразилія | Клебер              |
| 7  | ПЗ   | Бразилія | Марселіньйо Каріока |
| 8  | ПЗ   | Колумбія | Фредді Рінкон       |
| 9  | НП   | Бразилія | Луїзао              |
| 10 | НП   | Бразилія | Еділсон             |
| 11 | ПЗ   | Бразилія | Рікардінью          |
| 12 | ВР   | Бразилія | Маурісіо            |

| №  | Поз. | Нац.                 | Гравець         |
| -- | ---- | -------------------- | --------------- |
| 13 | ЗХ   | Екваторіальна Гвінея | Даніель Мартінш |
| 14 | ЗХ   | Бразилія             | Марсіо Коста    |
| 15 | ЗХ   | Бразилія             | Нене            |
| 16 | ЗХ   | Бразилія             | Фабіо Лусіано   |
| 17 | НП   | Бразилія             | Фернандо Баїяно |
| 18 | НП   | Бразилія             | Діней           |
| 19 | ЗХ   | Бразилія             | Аугусто         |
| 20 | ПЗ   | Бразилія             | Еду Гаспар      |
| 21 | ПЗ   | Бразилія             | Маркос Сенна    |
| 22 | НП   | Бразилія             | Луїс Маріо      |
| 23 | ПЗ   | Бразилія             | Жилмар Фуба     |

## «Манчестер Юнайтед»
Головний тренер:  Алекс Фергюсон
| №  | Поз. | Нац.       | Гравець           |
| -- | ---- | ---------- | ----------------- |
| 1  | ВР   | Австралія  | Марк Босніч       |
| 2  | ЗХ   | Англія     | Гарі Невілл       |
| 3  | ЗХ   | Ірландія   | Деніс Ірвін       |
| 4  | ЗХ   | Англія     | Денні Гіггінботам |
| 5  | ЗХ   | Франція    | Мікаель Сільвестр |
| 6  | ЗХ   | Нідерланди | Яп Стам           |
| 7  | ПЗ   | Англія     | Девід Бекхем      |
| 8  | ПЗ   | Англія     | Нікі Батт         |
| 9  | НП   | Англія     | Енді Коул         |
| 10 | НП   | Англія     | Тедді Шерінгем    |
| 11 | ПЗ   | Уельс      | Раян Гіггз        |
| 12 | ЗХ   | Англія     | Філ Невілл        |

| №  | Поз. | Нац.              | Гравець             |
| -- | ---- | ----------------- | ------------------- |
| 13 | ВР   | Англія            | Пол Рахубка         |
| 14 | ПЗ   | Нідерланди        | Йорді Кройф         |
| 15 | ПЗ   | Англія            | Джонатан Грінінг    |
| 16 | ПЗ   | Ірландія          | Рой Кін             |
| 17 | ВР   | Нідерланди        | Раймонд ван дер Гау |
| 18 | ПЗ   | Англія            | Марк Вілсон         |
| 19 | НП   | Тринідад і Тобаго | Двайт Йорк          |
| 20 | НП   | Норвегія          | Уле Гуннар Сульшер  |
| 21 | ЗХ   | Норвегія          | Хеннінг Берг        |
| 22 | НП   | ПАР               | Квінтон Форчун      |
| 23 | ПЗ   | Англія            | Ронні Волворк       |

## «Некакса»
Головний тренер:  Рауль Аріас
| №  | Поз. | Нац.      | Гравець            |
| -- | ---- | --------- | ------------------ |
| 1  | ВР   | Мексика   | Уго Пінеда         |
| 2  | ЗХ   | Мексика   | Сальвадор Кабрера  |
| 3  | ЗХ   | Мексика   | Серхіо Альмагер    |
| 4  | ЗХ   | Мексика   | Ігнасио Амбріс     |
| 5  | ЗХ   | Уругвай   | Андрес Скотті      |
| 6  | ЗХ   | Мексика   | Мігель Акоста      |
| 7  | ПЗ   | Еквадор   | Алекс Агінага      |
| 8  | ПЗ   | Мексика   | Луїс Ернесто Перес |
| 9  | НП   | Еквадор   | Агустін Дельгадо   |
| 10 | ЗХ   | Мексика   | Маркус Лопес       |
| 11 | ПЗ   | Мексика   | Самуель Террес     |
| 12 | ПЗ   | Аргентина | Ернан Вінья        |

| №  | Поз. | Нац.    | Гравець                  |
| -- | ---- | ------- | ------------------------ |
| 13 | НП   | Мексика | Карлос Очоа              |
| 14 | ПЗ   | Мексика | Ісраель Веласкес         |
| 15 | ЗХ   | Мексика | Октавіо Бекерріl         |
| 16 | ПЗ   | Мексика | Едгар Оліва              |
| 17 | ВР   | Мексика | Алехандро Альварес       |
| 18 | ПЗ   | Мексика | Хосе Міліан              |
| 19 | НП   | Чилі    | Крістіан Монтесінос      |
| 20 | ЗХ   | Мексика | Хосе Хігареда            |
| 21 | НП   | Уругвай | Серхіо Васкес            |
| 22 | ВР   | Мексика | Хосе Альберто Гвадаррама |
| 23 | ЗХ   | Мексика | Хайме Ернандес           |

## «Раджа»
Головний тренер:  Фаті Джамаль
| №  | Поз. | Нац.    | Гравець              |
| -- | ---- | ------- | -------------------- |
| 1  | ВР   | Марокко | Мустафа Шаділі       |
| 2  | ЗХ   | Марокко | Аділь Саррадж        |
| 3  | ЗХ   | Марокко | Редуан ель-Хаймер    |
| 4  | ЗХ   | Марокко | Талаль ель-Каркурі   |
| 5  | ПЗ   | Марокко | Хішам Місба          |
| 6  | ПЗ   | Марокко | Юссеф Сафрі          |
| 7  | ПЗ   | Марокко | Мохамед Харбуш       |
| 8  | ЗХ   | Марокко | Абделлатіф Джрінду   |
| 9  | НП   | Марокко | Мохамед Армумен      |
| 10 | НП   | Марокко | Мустафа Мустаудія    |
| 11 | НП   | Марокко | Мохамед Хуббаше      |
| 12 | ВР   | Марокко | Мохамед Буабдельлауї |

| №  | Поз. | Нац.    | Гравець            |
| -- | ---- | ------- | ------------------ |
| 13 | ПЗ   | Марокко | Омар Неджарі       |
| 14 | НП   | Марокко | Бушаїб ель-Мубарки |
| 15 | ЗХ   | Марокко | Абдессадек Хафід   |
| 16 | ПЗ   | Марокко | Аділ Мікі          |
| 17 | ПЗ   | Марокко | Закарія Абуб       |
| 18 | ПЗ   | Марокко | Реда Ереяхі        |
| 19 | ПЗ   | Марокко | Юссеф Ашамі        |
| 20 | ПЗ   | Марокко | Хамід Натер        |
| 21 | НП   | Марокко | Тарік Різкі        |
| 22 | ВР   | Марокко | Абдесалам Даакалі  |
| 23 | НП   | Марокко | Саїд Херазі        |

## «Реал Мадрид»
Головний тренер:  Вісенте Дель Боске
| №  | Поз. | Нац.      | Гравець            |
| -- | ---- | --------- | ------------------ |
| 1  | ВР   | Аргентина | Альбано Біссаррі   |
| 2  | ЗХ   | Іспанія   | Мічел Сальгадо     |
| 3  | ЗХ   | Бразилія  | Роберто Карлос     |
| 4  | ЗХ   | Іспанія   | Фернандо Єрро      |
| 5  | ЗХ   | Іспанія   | Мануель Санчіс     |
| 6  | ПЗ   | Аргентина | Фернандо Редондо   |
| 7  | НП   | Іспанія   | Рауль              |
| 8  | ПЗ   | Англія    | Стів Макманаман    |
| 9  | НП   | Іспанія   | Фернандо Морієнтес |
| 10 | ПЗ   | Іспанія   | Ману Санчес        |
| 11 | НП   | Бразилія  | Савіо              |
| 12 | ЗХ   | Іспанія   | Іван Кампо         |

| №  | Поз. | Нац.                        | Гравець          |
| -- | ---- | --------------------------- | ---------------- |
| 13 | ВР   | Іспанія                     | Ікер Касільяс    |
| 14 | ПЗ   | Іспанія                     | Гуті             |
| 15 | ЗХ   | Іспанія                     | Іван Ельгера     |
| 16 | НП   | Камерун                     | Самуель Ето'о    |
| 17 | ЗХ   | Іспанія                     | Хав'єр Дорадо    |
| 18 | ЗХ   | Іспанія                     | Айтор Каранка    |
| 19 | НП   | Франція                     | Ніколя Анелька   |
| 20 | НП   | Союзна Республіка Югославія | Периця Огненович |
| 21 | ПЗ   | Камерун                     | Жеремі Нжітап    |
| 22 | ПЗ   | Франція                     | Крістіан Карембе |
| 23 | ВР   | Іспанія                     | Олівер           |

## «Саут-Мельбурн»
Головний тренер:  Анге Постекоглу
| №  | Поз. | Нац.          | Гравець           |
| -- | ---- | ------------- | ----------------- |
| 1  | ВР   | Угорщина      | Мілан Удвараш     |
| 2  | ЗХ   | Австралія     | Стівен Йосіфідіс  |
| 3  | ЗХ   | Австралія     | Фаусто де Амічіс  |
| 4  | ЗХ   | Австралія     | Нік Орлік         |
| 5  | ЗХ   | Австралія     | Кон Блатсіс       |
| 6  | ПЗ   | Австралія     | Девід Кларксон    |
| 7  | ПЗ   | Австралія     | Стів Панопулос    |
| 8  | НП   | Нова Зеландія | Вон Ковені        |
| 9  | ПЗ   | Австралія     | Пол Трімболі      |
| 10 | НП   | Австралія     | Майкл Курція      |
| 11 | НП   | Австралія     | Джон Анастасіадіс |
| 12 | ПЗ   | Австралія     | Річі Алагіч       |

| №  | Поз. | Нац.      | Гравець           |
| -- | ---- | --------- | ----------------- |
| 13 | ПЗ   | Австралія | Адріан Куззупе    |
| 14 | ПЗ   | Австралія | Ентоні Манакка    |
| 15 | ЗХ   | Австралія | Горан Лозановскі  |
| 16 | ПЗ   | Австралія | Джордж Гуціуліч   |
| 17 | НП   | Австралія | Джім Цекініс      |
| 18 | ЗХ   | Австралія | Роберт Ліпароті   |
| 19 | ПЗ   | Австралія | Тас Псоніс        |
| 20 | ВР   | Австралія | Кріс Джонс        |
| 21 | ПЗ   | Австралія | Радослав Кулібрік |
| 22 | ПЗ   | Австралія | Мустафа Мустафа   |
| 23 | ВР   | Австралія | Кріс Рош          |

## «Васко да Гама»
Головний тренер:  Антоніо Лопес
| №  | Поз. | Нац.     | Гравець              |
| -- | ---- | -------- | -------------------- |
| 1  | ВР   | Бразилія | Карлос Жермано       |
| 2  | ЗХ   | Бразилія | Жоржиньйо            |
| 3  | ЗХ   | Бразилія | Одван                |
| 4  | ЗХ   | Бразилія | Мауро Галван         |
| 5  | ПЗ   | Бразилія | Амарал               |
| 6  | ПЗ   | Бразилія | Феліпе               |
| 7  | НП   | Бразилія | Донізете             |
| 8  | ПЗ   | Бразилія | Жунінью Пернамбукану |
| 9  | ПЗ   | Бразилія | Рамон Менезес        |
| 10 | НП   | Бразилія | Едмундо              |
| 11 | НП   | Бразилія | Ромаріо              |
| 12 | ВР   | Бразилія | Елтон                |

| №  | Поз. | Нац.     | Гравець          |
| -- | ---- | -------- | ---------------- |
| 13 | ЗХ   | Бразилія | Жілберту         |
| 14 | ЗХ   | Бразилія | Алешандре Торрес |
| 15 | ПЗ   | Бразилія | Паулу Міранда    |
| 16 | ПЗ   | Бразилія | Педрінью         |
| 17 | ЗХ   | Бразилія | Жуніор Баяно     |
| 18 | ПЗ   | Бразилія | Валбер           |
| 19 | НП   | Бразилія | Віола            |
| 20 | ВР   | Бразилія | Марсіо           |
| 21 | ПЗ   | Бразилія | Наса             |
| 22 | ЗХ   | Бразилія | Валкмар          |
| 23 | ПЗ   | Бразилія | Алекс Олівейра   |